# Åstrup Sogn (Haderslev Kommune)
 Denne artikel omhandler Åstrup Sogn i Haderslev Kommune. Opslagsordet har også en anden betydning, se Åstrup Sogn.
Åstrup Sogn er et sogn i Haderslev Domprovsti (Haderslev Stift).
Åstrup Sogn hørte til Haderslev Herred i Haderslev Amt. Åstrup sognekommune blev ved kommunalreformen i 1970 indlemmet i Haderslev Kommune.
I Åstrup Sogn ligger Åstrup Kirke.
I sognet findes følgende autoriserede stednavne:
- Havremark (bebyggelse)
- Ladegård (ejerlav, landbrugsejendom)
- Ladegårds Parceller (bebyggelse)
- Margretegård (landbrugsejendom)
- Neder Åstrup (bebyggelse)
- Over Åstrup (bebyggelse)
- Ulvslyst (bebyggelse)
- Vesterris (bebyggelse)
- Østerskov (areal)
- Åstrup (ejerlav)
- Åstrup Parceller (bebyggelse)
- Åstrup Søndermark (bebyggelse)
- Åstrupbro (bebyggelse)
- Åstrupgård (landbrugsejendom)

## Afstemningsresultat
Folkeafstemningen ved Genforeningen i 1920 gav i Åstrup Sogn 397 stemmer for Danmark, 50 for Tyskland. Af vælgerne var 123 tilrejst fra Danmark, 29 fra Tyskland. 